# Espluga de les Llenes

L'Espluga de les Llenes, respecte del terme d'Abella de la Conca

L'Espluga de les Llenes és un cavitat natural del terme d'Abella de la Conca, a la comarca del Pallars Jussà.
Està situada al nord-est de la vila d'Abella de la Conca, a la carena que separa les valls del barranc de la Vall i del barranc de Cal Palateres, al vessant sud-oriental del Cap de les Llenes, al capdamunt de la Costa de Fontanet.

## Etimologia
Segons Joan Coromines, el topònim Esplugues procedeix del mot comú llatí speluncas (coves o baumes). La segona part del topònim, de les Llenes, denota la relació de proximitat amb el lloc anomenat Cap de les Llenes.